# Erythroxylum roraimae
Erythroxylum roraimae là một loài thực vật có hoa trong họ Erythroxylaceae. Loài này được Klotzsch ex O.E.Schulz mô tả khoa học đầu tiên năm 1907.